# أندي توماس (لاعب كرة قدم مواليد 1982)
أندي توماس (بالإنجليزية: Andy Thomas)‏ هو لاعب كرة قدم بريطاني، ولد في 2 ديسمبر 1982. لعب مع ستوكبورت كونتي.